# Gilles Kneusé
Gilles Kneusé est un acteur, metteur en scène,, auteur, réalisateur et médecin français.

## Biographie
Gilles Kneusé commença ses études de médecine à l'hôpital Cochin tout en suivant des cours de théâtre. Nommé docteur en médecine en 1987, il passa le concours de l’internat de Paris et devint chirurgien. Il continua par ailleurs la pratique du théâtre dans une troupe amateur à Meudon. En 1997 il croisa Gérard Desarthe lors d’un stage et décida de quitter la médecine pour devenir comédien.

## Filmographie

### Acteur
- 2007 : Le Roi Lear filmé par Don Kent
- 2008 : Saison 4 de RIS police scientifique, épisode 8
- 2009 : Plus belle la vie : Joseph Balitran (saison 5)
- 2011 : Saison 9 d'Alice Nevers : Le juge est une femme
- 2019 : Au nom de la terre d'Édouard Bergeon

### Réalisateur
- 2017 : La Boîte à fantômes[4]

## Théâtre

### Acteur
- 2007 : Le Roi Lear de William Shakespeare, Théâtre de l'Odéon
- 2008 : La petite Catherine de Heilbron de Henrich Von Kleist, Théâtre de l'Odéon
- 2009 : Minetti de Thomas Bernhard, Théâtre de la Colline
- 2012 : Les Films fantômes. Avec Albin de la Simone
- 2013 : Coco Perdu de Louis Guilloux, Théâtre du Lucernaire
- 2013 : La double mort de l'horloger de Ödon Von Horvath, Théâtre National de Chaillot
- 2014 : Dépendances de Charif Gattaz, Théâtre du Petit Hébertot
- 2015 : Le Réformateur de Thomas Bernhard, Théâtre de l'Oeuvre
- 2021 : Humiliés et offensés de Dostoïevski, Théâtre de Chatillon

### Metteur en scène
- 2001 : L’Épreuve de Marivaux, CDN de Savoie[5]
- 2013 : Coco Perdu, adaptation d'un texte de Louis Guilloux, Théâtre du Lucernaire
- 2016 : Couple. Avec Gilles Gaston-Dreyfus[6]

## Radio
- 1999 : Manuel de chasse et de pêche à l'usage des filles, France Culture[7]
- 1999 : Contes de la séparation ordinaire, France Inter

## Textes
- 2017 : Par cœur, éditions Mauconduit : « Dans ce récit autobiographique, Gilles Kneusé nous raconte un moment particulier de sa vie de comédien. Lors des répétitions et des représentations de Minetti, de Thomas Bernhard, il a soufflé quelques répliques à un acteur très célèbre qui jouait le rôle principal[8]. »